# هایلزبرون
شهر هایلزبروندر ایالت بایرن در کشور آلمان واقع شده‌است.